# 沖玲萌
沖 玲萌（おき れもに、2003年 (平成15年) 4月29日 - ）は、立教大学法学部法学科に在学する日本の女子大学生タレント。株式会社VAZ所属。

## 来歴
母親の友人がテレビ局などがロケをおこなう際にさまざまな手配をする「取材コーディネーター」の仕事をやっているのを見て、もともとはそれを目指していたが、人と交流することが大好きで“伝えることを仕事にしたい”と考え、「世界ふしぎ発見!」（TBS）のミステリーハンターのような「世界を飛び回るリポーター」を志す。リポーターとしての理想像は鈴木ちなみ。
中高時代に2度の海外留学を経験。高校ではオールイングリッシュで国際問題について議論するような授業もある国際文化コースに進学。
海外の大学への進学も考えたが、一般教養を日本語で学びたかったため、父親のすすめで立教大学の法学部に進学。「FRESH CAMPUS CONTEST 2022」では審査員特別賞を受賞する。
2023年4月15日（14日深夜）からフジテレビ系列で生放送されているバラエティ番組「オールナイトフジコ」で番組内での現役女子大生によるユニット「フジコーズ」として活動。
2024年10月30日に発売され、それに先駆けて同年8月14日より配信リリースされているフジコーズの2ndシングル「キスから始めましょう」において小杉怜子と共にセンターを務める。
2024年12月2日から2025年1月31日まで株式会社タップルと福井県が共同で行う「福井県×タップル恋愛応援プロジェクト」のイメージキャラクターに就任。京福バスで「恋愛応援バス」と題したラッピング車両が走行したり、看板広告が掲示されるなどした。
2025年1月7日からテレビ愛知と釜山MBCで放送される日韓共同制作ドラマ「どーする？ごはん」の日本語版主題歌「人間万事塞翁が馬」の歌唱を担当する。

## 人物
- 愛称はれもにーぬ。
- 海外に留学している妹がいる。
- 趣味はキャンプ・スノーボード・シベリアンハスキーの動画を見ること・英語での映画鑑賞と有川浩の本を読むこと。特にスノーボードに関しては幼少期の年末の家族旅行で毎年スキー場に行っていた[4]。
- 特技は10年のバレエ歴で培われた体幹バランスと相談に乗ること・動物に好かれること[5]。また忍耐力は他人には負けないと自負している[6]。
- 好きな食べ物はトマト、おにく、豆乳、嫌いな食べ物は、きのこ[6]。
- 英検準1級を取得している。
- オールナイトフジコに出演しようと思ったきっかけは、春休みに外に出てなにかしようと思ったから[6]。
- 2023年の自分自身を表す漢字一字を「進」と表した[6]。
- 好きな言葉は笑う門には福来たる[6]。
- 自分にキャッチコピーをつけるとしたら、またその理由を「どんなことにもポジティブになれる性格と、レモンは名前に似ていて自分のファンマークだからです。」と答えている[6]。
- 大学受験期にはSNSを封印していて、好きなアニメ（「新世紀エヴァンゲリオン」、「銀魂」、「ドラえもん」）を観てメンタルを保っていた[6]。
- 自身が出演した「フジコーズのオールナイトニッポンX」（ニッポン放送）内で「玲萌（れもに）」という名前は本名であることを明かした上で、「よく『芸名ですか？』って言われるんですけど、バリバリ本名で。両親が昔観た映画からとった名前」だと由来を説明し「ギリシャの方とかには結構ある名前らしい」と口にした[7]。
- 洋楽カバーが好きでフジコーズのオーディションの際にエアロスミスの「ミス・ア・シング」を歌った。
- フジコーズが出演した「TOKYO IDOL FESTIVAL 2023」でフィロソフィーのダンスとのコラボステージで同じくフジコーズの雨宮凜々子と共にAdoの「新時代」を披露した。
- 他のフジコーズやファンから「フジコーズのセクシー担当」であると言われている[8]。
- 母親曰く、初めて喋った言葉は「ぼっと」である。[9][10]

## 出演

### テレビ
- オールナイトフジコ（2023年4月15日 - 、フジテレビ） - フジコーズとして
- FNS歌謡祭 第2夜（2023年12月13日、フジテレビ）　-フジコーズとして

### ラジオ
- 【東京おしゃべり倶楽部RADIO】（2023年7月16日-、渋谷クロスFM）- 月1マンスリーMC[11]
- オールナイトニッポンX（2023年12月21日、ニッポン放送）-フジコーズとして
- 住宅情報館 presents CATCH OF SUMMER（2024年8月12日、FMヨコハマ）[12]
- The Burn（2024年10月5日、FMヨコハマ）[13]
- PRIME TIME（2024年10月9日、FMヨコハマ）[14]
- レコメン？（2024年10月25日、文化放送） - フジコーズとして[15]

### YouTube
- 【美女】立教大・沖玲萌さんが学生生活でハマっていることを語る！＜FRESH CAMPUS CONTEST 2022＞（WWSチャンネル）[16]
- 【美女景色】沖玲萌 | cinematic portrait movie[17]
- 【美女景色】沖玲萌 自己紹介[18]

### インターネット配信
- チャンスの時間（2024年12月8日、ABEMA）[19]

### 映画
- Right-on×オーディションTVpresents映画『CAMP7』

### 写真集
- フジコーズ写真集「ALL NIGHT PARTY TIME」（2024年8月3日発売、集英社）[20]

### インタビュー・雑誌出演
- MERCURYDUO S&S
- Ray　2022年7月号
- CanCam　2022年12月号
- 冬のゲレンデ企画（美学生図鑑）[4]
- あの娘のスニーカー。209人目 立教大学1年 沖 玲萌さん（FINE BOYS Online）[21]

### イベント出演
- TOKYO IDOL FESTIVAL 2023　フィロソフィーのダンスとのコラボ
- 超十代 -ULTRA TEENS FES- 2023@TOKYO
- TGC teen 2023 winter - フジコーズとして
- BIWAFES - フジコーズとして
- オダイバ!!超次元音楽祭2024フユフェス - フジコーズとして
- TOKYO GIRLS COLLECTION 2024 SPRING/SUMMER - フジコーズとして
- AGESTOCK2024 - フジコーズとして
- 富士SUPER TEC 24時間レース - フジコーズとして
- TOKYO IDOL FESTIVAL 2024 - フジコーズとして
- れもゆなオフ会 - 同じくフジコーズの坂本結菜と共同で主催[22][23]